# Iloczyn tensorowy operatorów ograniczonych
Iloczynem tensorowym operatorów ograniczonych {\displaystyle T_{1},...,T_{n}} określonych na przestrzeniach Hilberta {\displaystyle {\mathcal {H}}_{1},...,{\mathcal {H}}_{n}} nazywa się operator {\displaystyle T\equiv T_{1}\otimes ...\otimes T_{n}\equiv \bigotimes _{i=1}^{n}T_{i}} taki że:
- dziedziną operatora {\displaystyle T} jest iloczyn tensorowy przestrzeni Hilberta, tj.
{\displaystyle D(T)={\mathcal {H}}_{1}\otimes {\mathcal {H}}_{2}\cdots \otimes {\mathcal {H}}_{n}}
(ogólniej: jeżeli dziedzinami operatorów {\displaystyle T_{i}} są podprzestrzenie odpowiednich przestrzeni Hilberta {\displaystyle {\mathcal {H}}_{i},} tj. {\displaystyle D(T_{i})\subseteq {\mathcal {H}}_{i}} to dziedziną operatora {\displaystyle T} jest iloczyn tensorowy tych podprzestrzeni)
- wynik działania operatora {\displaystyle T} na wektor {\displaystyle u=u_{1}\otimes \cdots \otimes u_{n}} – iloczyn tensorowy wektorów {\displaystyle u_{1}\in {\mathcal {H}}_{1},...,u_{n}\in {\mathcal {H}}_{n},} należący do dziedziny {\displaystyle D(T)} operatora {\displaystyle T,} jest równy iloczynowi tensorowemu wektorów {\displaystyle T_{1}(u_{1}),...,T_{n}(u_{n}),} tj.
{\displaystyle T(u)=T_{1}(u_{1})\otimes T_{2}(u_{2})\cdots \otimes T_{n}(u_{n})}
czyli
{\displaystyle T_{1}\otimes ...\otimes T_{n}(u_{1}\otimes \cdots \otimes u_{n})=T_{1}(u_{1})\otimes T_{2}(u_{2})\cdots \otimes T_{n}(u_{n})}

## Iloczyn tensorowy operatorów samosprzężonych
Twierdzenie:
Jeżeli
(1) {\displaystyle {\mathcal {H}}_{i},} {\displaystyle i=1,...,n} są skończenie wymiarowymi przestrzeniami Hilberta o wymiarach {\displaystyle m_{i},}
(2) {\displaystyle T_{i}} są operatorami samosprzężonymi określonymi na przestrzeniach {\displaystyle {\mathcal {H}}_{i},} oraz
- {\displaystyle \{\lambda _{ij}\}_{j=1}^{m_{i}}} jest zbiorem wartości własnych operatora {\displaystyle T_{i},}
- {\displaystyle \{e_{ij}\}_{j=1}^{m_{i}}} jest bazą ortonormalną złożoną z wektorów własnych odpowiadających wartościom własnym operatora {\displaystyle T_{i}}

(3) Operator {\displaystyle T\colon {\mathcal {H}}\to {\mathcal {H}},} gdzie
{\displaystyle {\mathcal {H}}:=\bigotimes _{i=1}^{n}{\mathcal {H}}_{i}} – iloczyn tensorowy przestrzeni Hilberta
zadany jest wzorem
{\displaystyle T\bigotimes _{i=1}^{n}e_{ij_{i}}=\bigotimes _{i=1}^{j}T_{i}e_{ij_{i}},\,j_{i}\in \{1,\ldots ,m_{i}\}}
(przy czym określenie operatora wyłącznie na wektorach bazy jest wystarczające, zgodnie z twierdzeniem o operatorze liniowym zadanym na bazie)
to słuszne są następujące własności:
(1) operator {\displaystyle T\colon {\mathcal {H}}\to {\mathcal {H}}} jest również operatorem samosprzężonym
(2) Wartościami własnymi operatora {\displaystyle T} są liczby
{\displaystyle \prod _{i=1}^{n}\lambda _{ij}}
(3) dla wszystkich {\displaystyle u_{i}\in {\mathcal {H}}_{i},} {\displaystyle i=1,...,n} słuszne są równości
{\displaystyle T\bigotimes _{i=1}^{n}u_{i}=\bigotimes _{i=1}^{n}T_{i}u_{i}}
(4) norma operatora {\displaystyle T} jest iloczynem norm poszczególnych operatorów {\displaystyle T_{i},} gdyż:
{\displaystyle {\begin{aligned}\|T\|&=\max\{|\prod _{i=1}^{n}\lambda _{ij_{i}}|:1\leqslant j_{i}\leqslant m_{i}\}\\&=\prod _{i=1}^{n}\max\{|\lambda _{ij}|\colon 1\leqslant j\leqslant m_{i}\}\\&=\prod _{i=1}^{n}\|T_{i}\|\end{aligned}}}

## Iloczyn tensorowy operatorów ograniczonych
Jeżeli
- {\displaystyle {\mathcal {H}}_{i}} są przestrzeniami Hilberta
- {\displaystyle T_{i}} są operatorami ograniczonymi na {\displaystyle {\mathcal {H}}_{i},} gdzie {\displaystyle i=1,...,n,}

to istnieje dokładnie jeden taki operator ograniczony {\displaystyle T} na
{\displaystyle {\mathcal {H}}=\bigotimes _{i=1}^{n}{\mathcal {H}}_{i},}
że
{\displaystyle T\bigotimes _{i=1}^{n}u_{i}=\bigotimes _{i=1}^{n}T_{i}u_{i}}
dla wszystkich {\displaystyle u_{i}\in {\mathcal {H}}_{i}.} Ponadto
{\displaystyle \|T\|=\prod _{i=1}^{n}\|T_{i}\|.}
Operator {\displaystyle T} nazywany jest iloczynem tensorowym operatorów {\displaystyle T_{i}} i oznaczany symbolem
{\displaystyle \bigotimes _{i=1}^{n}T_{i}.}

## Definicjan-tej potęgi tensorowej operatora
Jeżeli {\displaystyle {\mathcal {H}}_{1}={\mathcal {H}}_{2}=\ldots ={\mathcal {H}}_{n}\equiv {\mathcal {H}}} oraz {\displaystyle T_{1}=T_{2}=\ldots =T_{n}\equiv S,} to używa się zapisu
{\displaystyle \bigotimes _{i=1}^{n}T_{i}\equiv S^{\otimes n}}
Operator {\displaystyle S^{\otimes n}} nazywany jest n-tą potęgą tensorową operatora {\displaystyle S.}

## Własności
Dla przestrzeniami Hilberta {\displaystyle {\mathcal {H}}_{i}} oraz liniowych operatorów ograniczonych {\displaystyle S_{i},} {\displaystyle T_{i}} określonych na przestrzeniach Hilberta {\displaystyle {\mathcal {H}}_{i},} gdzie {\displaystyle i=1,...,n} niech
{\displaystyle S:=\bigotimes _{i=1}^{n}S_{i},\;T:=\bigotimes _{i=1}^{n}T_{i}.}
Wówczas:
- Odwzorowanie {\displaystyle (T_{1},T_{2},\ldots ,T_{n})\mapsto T} jest n-liniowe.
- {\displaystyle ST=\bigotimes _{i=1}^{n}S_{i}T_{i}}
- {\displaystyle T^{*}=\bigotimes _{i=1}^{n}T_{i}^{*},}
- Jeżeli dla każdego {\displaystyle i=1,...,n} operator odwrotny do {\displaystyle T_{i}} istnieje i jest ograniczony to operator odwrotny do operatora {\displaystyle T} jest również ograniczony.

Ponadto
{\displaystyle T^{-1}=\bigotimes _{i=1}^{n}T_{i}^{-1}}
- Jeśli {\displaystyle T_{i}} jest samosprzężony, unitarny lub normalny dla każdego {\displaystyle i=1,...,n} to operator {\displaystyle T} również.
- Operator {\displaystyle T} jest dodatni, jeśli dla każdego {\displaystyle i=1,...,n} operator {\displaystyle T_{i}} jest dodatni.
- Jeśli {\displaystyle T_{i}=|u_{i}\rangle \langle v_{i}|} (zob. notacja Diraca), gdzie {\displaystyle u_{i},v_{i}\in {\mathcal {H}}_{i}} dla każdego {\displaystyle i=1,...,n} wówczas

{\displaystyle T=|u_{1}\otimes u_{2}\otimes \ldots \otimes u_{n}\rangle \langle v_{1}\otimes v_{2}\otimes \ldots \otimes v_{n}|.}
- Jeżeli {\displaystyle T} i {\displaystyle S} są operatorami ograniczonymi na przestrzeniach Hilberta, których widmami są odpowiednio zbiory {\displaystyle \sigma (T)} i {\displaystyle \sigma (S),} to widmem iloczynu tensorowego {\displaystyle T\otimes S} jest zbiór

{\displaystyle \sigma (T)\cdot \sigma (S)=\{t\cdot s\colon \,t\in \sigma (T),s\in \sigma (S)\}}.